# Rémi Grégoire Jacques
Rémi Grégoire Jacques (* 2. Mai 1991) ist ein kanadischer Biathlet.
Rémi Grégoire Jacques lebt in Quebec und startet für Biathlon Estrie. Erste nennenswerte internationale Ergebnisse erreichte er bei den Jugendrennen der Nordamerikanischen Meisterschaften im Sommerbiathlon 2009 in Jericho, bei denen er hinter Ethan Dreissigacker und Ben Greenwald im Sprint die Bronzemedaille gewann. Bei den Kanadischen Meisterschaften 2011 in Charlo wurde er an der Seite von Audrey Vaillancourt und Samuel Laforest-Jean als Mixed-Staffel Quebec II Drittplatzierter in der Juniorenklasse. Seinen bislang größten Erfolg im Biathlon-NorAm-Cup erreichte der Franco-Kanadier in der Saison 2011/12 in Valcartier. Im Massenstartrennen der Männer erreichte er hinter Vincent Blais und David Grégoire als Drittplatzierter erstmals eine Podiumsplatzierung. Beim North American Invitational 2012 in Jericho gewann er das Sprintrennen der Junioren.

## Belege
1. ↑  Resultate der Männersprints der Sommer-Amerikameisterschaften 2009 (Seite nicht mehr abrufbar, festgestellt im Mai 2019. Suche in Webarchiven)  Info: Der Link wurde automatisch als defekt markiert. Bitte prüfe den Link gemäß Anleitung und entferne dann diesen Hinweis. (PDF-Datei; 62 kB)
2. ↑  Ergebnisse der Mixed-Staffeln der Kanadischen Meisterschaften 2011 (Memento des Originals vom 13. Februar 2014 im Internet Archive)  Info: Der Archivlink wurde automatisch eingesetzt und noch nicht geprüft. Bitte prüfe Original- und Archivlink gemäß Anleitung und entferne dann diesen Hinweis. (PDF-Datei; 31 kB)
3. ↑  Ergebnislisten der NorAm-Saison 2011/12 (Memento des Originals vom 13. Februar 2014 im Internet Archive)  Info: Der Archivlink wurde automatisch eingesetzt und noch nicht geprüft. Bitte prüfe Original- und Archivlink gemäß Anleitung und entferne dann diesen Hinweis.
4. ↑  Sprintresultate des North American Invitational 2012 (Memento des Originals vom 5. Mai 2014 im Internet Archive)  Info: Der Archivlink wurde automatisch eingesetzt und noch nicht geprüft. Bitte prüfe Original- und Archivlink gemäß Anleitung und entferne dann diesen Hinweis. (PDF-Datei; 64 kB)

| Personendaten    | Personendaten          |
| ---------------- | ---------------------- |
| NAME             | Grégoire Jacques, Rémi |
| KURZBESCHREIBUNG | kanadischer Biathlet   |
| GEBURTSDATUM     | 2. Mai 1991            |